# 앤터벨룸 (영화)
앤터벨룸(ANTEBELLUM) 혹은 안테벨룸은 미국에서 제작된 제라드 부시, 크리스토퍼 렌즈 감독의 2020년 호러 스릴러 영화이다.
앤터벨룸은 미국에서 프리미엄 주문형 비디오를 통해 2020년 9월 18일 개봉하였으며 일부 여러 국가에서 극장 개봉하였다.

## 출연
- 저넬 모네이
- 에릭 랭
- 제나 멀론
- 잭 휴스턴
- 키어지 클레먼스
- 개버레이 시디베이